# 聯合國安全理事會第52號決議
《聯合國安理會52號決議》是1948年6月22日在聯合國安全理事會第325次會議通過的。收到了美國原子能委員會的第一、第二及第三份報告，這項決議指定秘書長將第二及第三份報告以及安理會就此的討論紀錄，送交聯合國大會及各會員國。
該決議在烏克蘭蘇維埃社會主義共和國及蘇聯的棄權下，以9票對0票通過。

## 外部連結
- 52號決議全文